# Rytířský turnaj

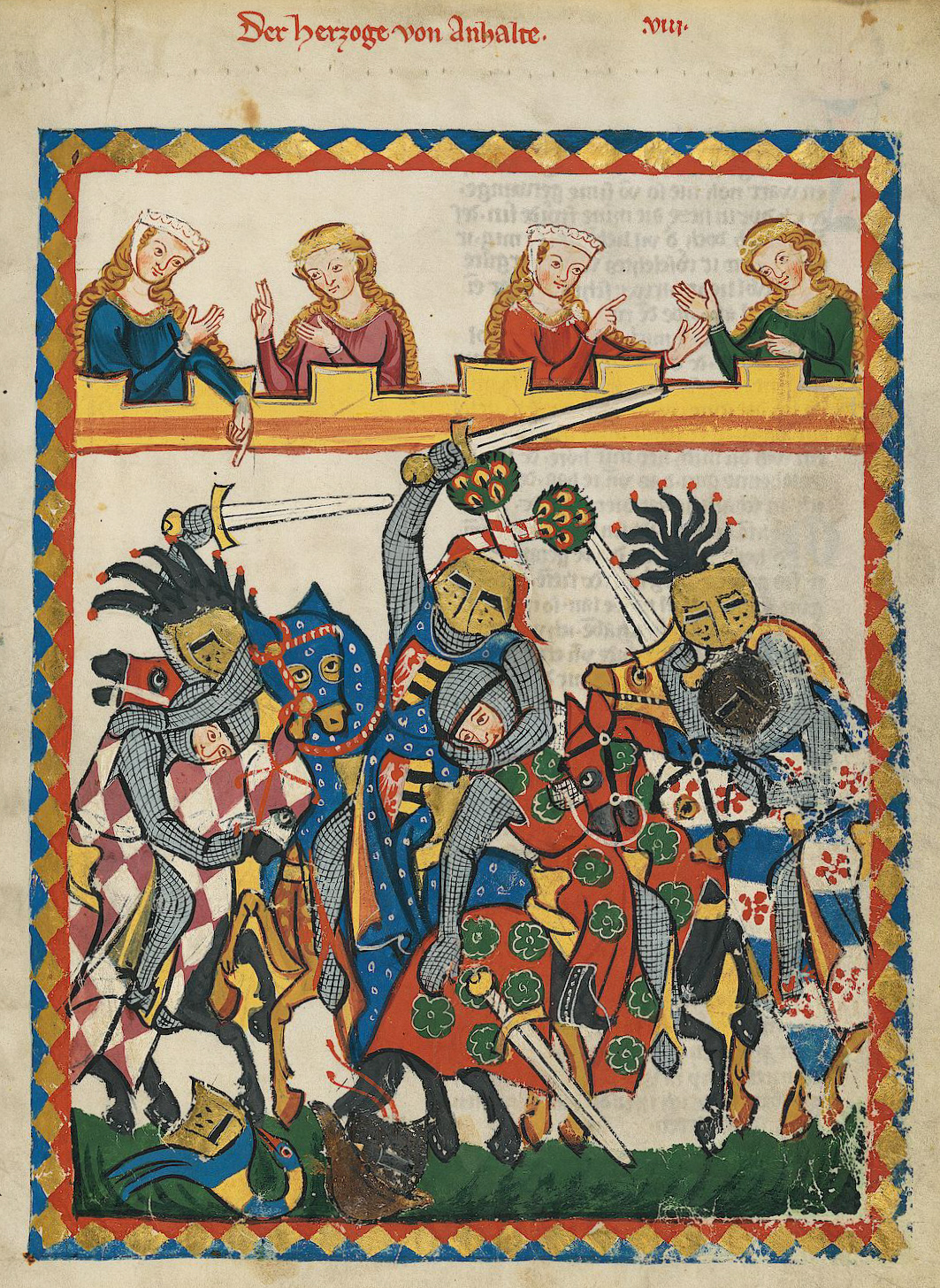
Rytířský turnaj z básnické sbírky Codex Manesse, fol. 17^{r} (~1305). Zápas je veden knížetem Jindřichem I. z Anhaltu (1170–1252); výstroj a výzbroj samozřejmě odpovídá době výmalby, nikoliv době života zobrazeného rytíře

Rytířský turnaj (staročesky kolba nebo klání) je středověká hra – soutěž, kde se mezi sebou jezdecky nebo i pěšmo utkávali rytíři z řad nižší i vyšší šlechty, někdy i panovníci. Účelem turnajů bylo jednak cvičení se v boji a také předvedení schopností a statečnosti před přihlížejícím obecenstvem a zejména dámami, které po skončení odměnily vítěze symbolickým věnečkem se závojem a/nebo hmotným darem. Často se také na soutěžící uzavíraly sázky, které mnohdy převyšovaly i výhru pro vítěze (sázek využívali i rytíři).
Ačkoliv různé typy bojových her a regulovaného soupeření měly v dějinách v podstatě všechny civilizace, „klasické“ jízdní turnaje byly úzce navázány na šlechtickou rytířskou kulturu a jako takové rozšířeny jen v Evropě, a to její západokřesťanské části, ovšem s řadou historicko-kulturně daných výjimek (třeba Island, Norsko, Švédsko s Finskem nebo Irsko plně rozvinuté rytířství, a tedy ani turnaje, nepoznaly) anebo naopak zeměpisných přesahů (západní rytíři zrealizovali „kulturní vývoz“ do křižáckých států Palestiny, Kypru či Pobaltí, rytířství a turnaje také převzaly Bosna, Malá Arménie či Černá a Bílá Rus – se Západem těsně sousedící oblasti východokřesťanské).
Éra pořádání turnajů, jednoho ze symbolů středověku, spadá do poloviny 12. století až konce století 16. (úplně poslední turnaj, ve formě klání, se konal r. 1625 v Anglii při příležitosti oslav svatby nového krále Karla I.), přičemž však v posledním století své existence se turnaje stávaly čím dál tím více vyžilou, exotickou zábavou, spíše manýrou, v níž již nešlo o skutečný nácvik boje (protože jízdní rytířstvo se s rozvojem dělostřelectva a pravidelných pěších armád stalo zastaralým), ale výhradně o exhibici v rámci dvorských slavností, svatebních oslav, korunovací apod. Když roku 1605 vydal Miguel de Cervantes svůj záhy proslavený román Důmyslný rytíř Don Quijote de la Mancha, měl už pro rytířské tradice, včetně pořádání turnajů, jen nepokrytý výsměch...
Od 80. let 20. stol. se v souvislosti s oživeným zájmem veřejnosti o minulost rozmáhají tzv. reenactmenty, v jejichž rámci se opět pořádají i rytířské turnaje či bitvy, samozřejmě už jen pro pobavení diváků na různých kulturních a společenských akcích, za dodržení přísných bezpečnostních podmínek, aby nedošlo ke zranění nebo snad dokonce smrti aktérů.

## Druhy turnajů, jejich pravidla a průběh

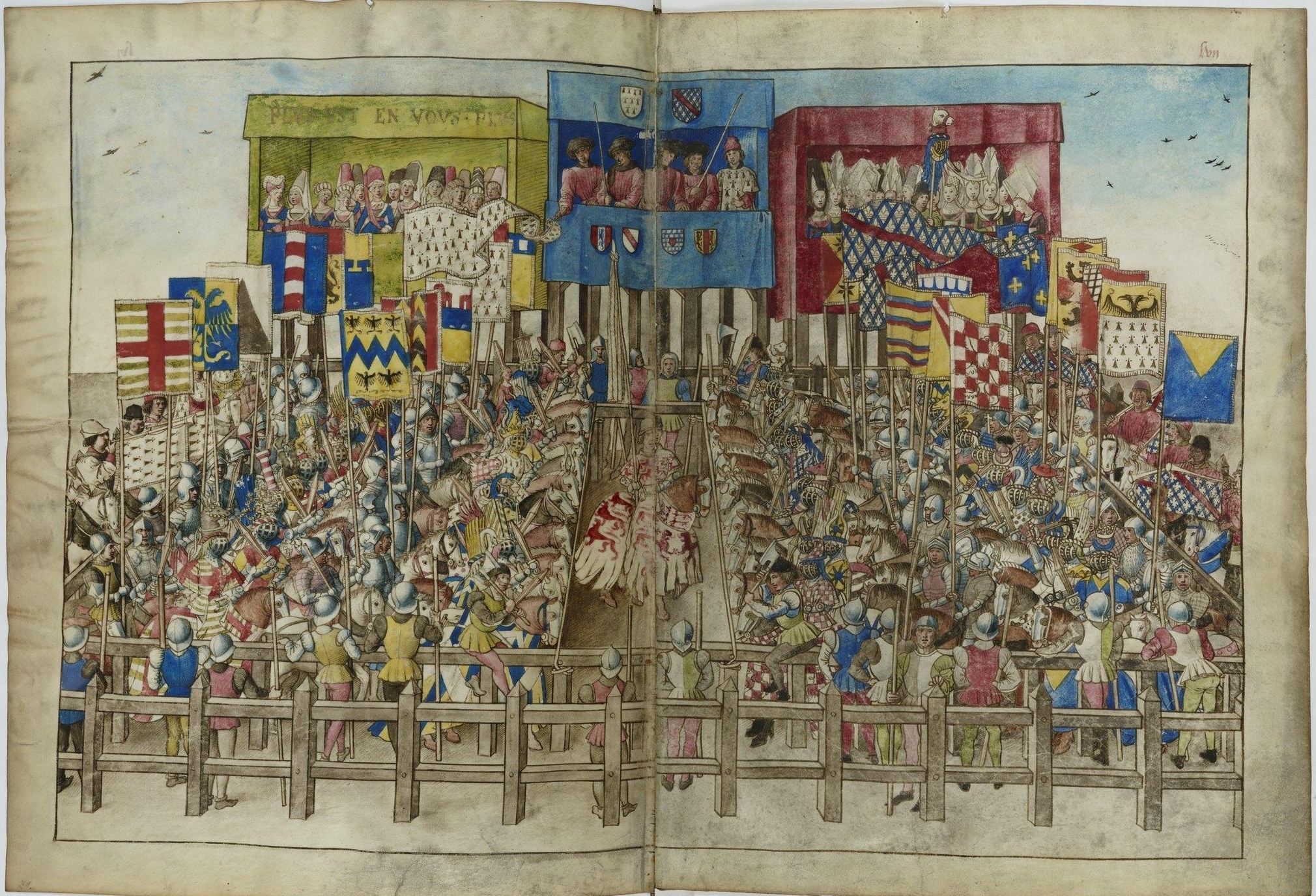
Turnaj dvou francouzských rytířských skupin pod vedením vévody z Bretaně a vévody z Bourbonu. Vyobrazení na fol.

V turnaji měl každý účastník stejnou výstroj – těžké brnění (původně kroužkové a kryjící pouze jezdce, od 15. století plátové, určené i pro koně) s helmicí, dřevec (dřevěné kopí s kónickým krytem dlaně) nebo později obouručný meč, potažmo sekeru a štít se svým rodovým erbem – která se nicméně mohla kvalitativně lišit, v závislosti na movitosti toho kterého rytíře. Každý rytíř měl k ruce několik pěších panošů, kteří o něj pečovali, ošetřovali mu utržené rány, potažmo sami po jeho boku bojovali s panoši soupeře a hleděli si též vydobýt „rytířské ostruhy“. Nástup každého rytíře do boje veřejně vyhlašoval herold.
Pevná pravidla pro pořádání turnajů se objevila teprve v 15. stol., do té doby se turnaje řídily zvyklostmi kraje či země, kde se pořádaly. Mezi nejznámější druhy turnajů patřily:

### Kolba (tournament)
V nejstarší éře turnajů stály proti sobě dvě skupiny rytířů. V čele každé skupiny stál feudál, jenž velel svým vazalům, popř. námezdným rytířům (někdy i jezdcům neurozeného původu). Rané turnaje byly doslova velkou melou, v níž rytíři na koních bojovali jeden s druhým na volném prostranství a které se mohl zúčastnit každý. Všichni rytíři se pokoušeli porazit a zajmout svého soupeře. Vítěz se mohl zmocnit koně a zbroje poraženého, který za jejich navrácení musel zaplatit. Rytíři se sice neměli v takovém boji zabíjet, ale mnoho jich zemřelo, jelikož se bojovalo ostrými, nijak neupravenými zbraněmi.

### Klání (tjost, joute, iuxta)
Od vrcholného středověku se rozšířila další forma turnajů, a sice individuální soupeření, kdy se spolu na kolbišti střetávali dva jezdci, kteří se při prudkém rozjezdu podél šraňků (dřevěného zábradlí) čelně sráželi turnajovými kopími – dřevci a snažili se jeden druhého buď vyhodit nárazem dřevce na štít ze sedla (pokusy bylo prokázáno, že v okamžiku nárazu působilo na jezdce přetížení větší než 3G) anebo alespoň o protivníkův štít zlomit dřevec či zasáhnout jej čelně do hlavy.

### Otázka bezpečnosti

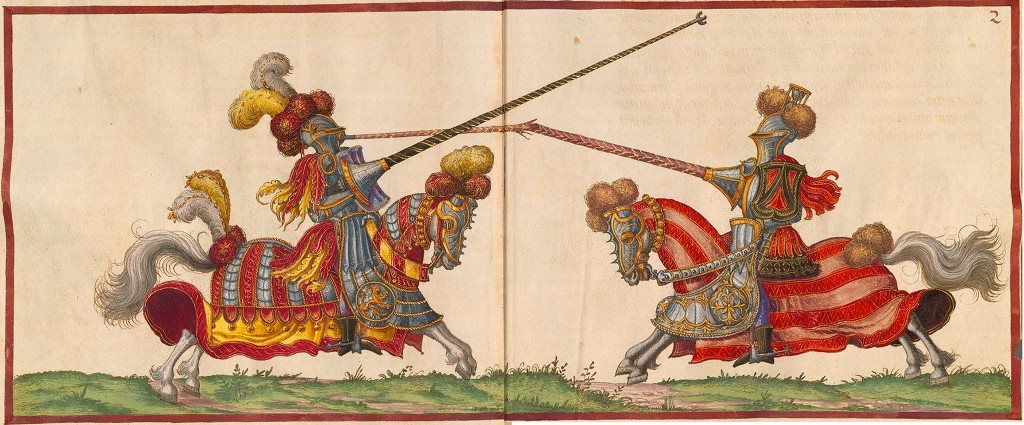
Střet dvou rytířů v období renesance, zobrazený ve sbírce De arte athletica T. II (~1540) německého šermíře Paula H. Maira. Pro pozdní fázi doby turnajů bylo charakteristické náročně zdobené a tvarované pozdně gotické plátové brnění (včetně brnění pro koně) a kopí zakončená korunkami (více tupými hroty)

I přes nové způsoby měření sil a lepší organizaci zůstávaly turnaje nebezpečné. Stále docházelo ke zraněním, někdy i smrtelným. Tomu se v situaci, kdy se dva muži proti sobě rozjížděli na koni v plné rychlosti, nedalo vyhnout. Navíc mohl nějaký rytíř klání zneužít k tomu, aby zlikvidoval konkurenci a vypadalo to jako nehoda. Aby se ještě více snížilo nebezpečí, používali rytíři tupé zbraně, vyrobené ze dřeva nebo z kostic. Některá kopí byla zakončena korunkou, která měla 3-4 tupé špičky, jež měly rozprostřít sílu na větší plochu. Pokud rytíř zasáhl protivníka, kopí se zlomilo nebo srazilo soupeře z koně. V německých zemích někdy měli rytíři na sobě speciálně upravené brnění a štít; toto brnění bylo upraveno tak, že když nějaká jeho část dostala zásah, rozletěla se na několik kusů.
Tak např. roku 1350 utrpěl při rytířském turnaji v Itálii těžký úraz incognito český král a římsko-německý císař Karel IV. Anebo roku 1559 skotský rytíř Gabriel Montgomery během turnaje na oslavu uzavření míru z Cateau-Cambrésis nechtěně zasáhl francouzského krále Jindřicha II. kopím do oka, na což o deset dní později král zemřel. (Po této události byla klání ve Francii zakázána.)
Na počátku 16. století už byly turnaje natolik bezpečné, když soupeři, včetně svých koní, byli celí zakutí do železa, že již samotní soutěžící nestačili uspokojit choutky přihlížejícího davu. Byly proto vymýšleny různé triky pro zábavu lidu.